# Hainardia
Hainardia is een geslacht uit de grassenfamilie (Poaceae). De soorten van dit geslacht komen voor in Azië, Amerika, Europa en Australazië.

## Soorten
Van het geslacht zijn de volgende soorten bekend: 
- Hainardia cylindrica